# Медленная неправильная переменная

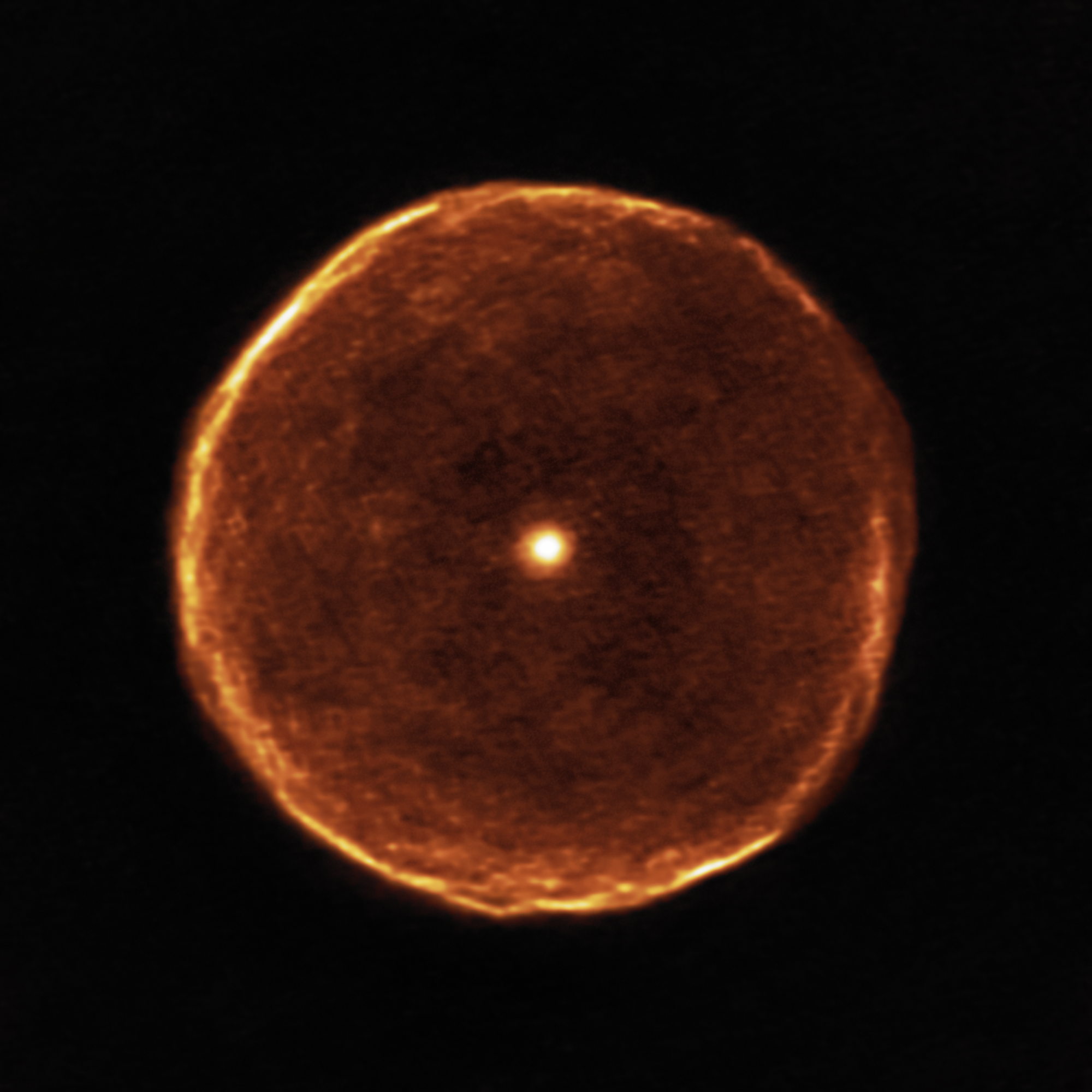
Изображение углеродной звезды U Насоса и нескольких слоёв газа сброшенной звёздной оболочки. Снимок 2017 г. ALMA

Медленные неправильные переменные — переменные звезды, изменения блеска которых лишены каких-либо признаков периодичности или же периодичность выражена слабо, наступая лишь временами. Отнесение переменных к этому типу, зачастую обусловлено лишь недостаточной изученностью этих объектов. Многие из них могут оказаться полуправильными переменными или переменными других типов.

## Обозначения
Неправильным переменным звёздам были даны обозначения, основанные на букве «I»: Ia, Ib. и Ic. Они были впоследствии уточнены, так что в I-кодах использовались «небулярные» или «быстрые нерегулярные» переменные звезды, такие как переменные типа T Тельца и орионовы переменные. Оставшиеся нерегулярные звезды, холодные, медленно меняющие свою светимость гиганты и сверхгиганты типа Ib или Ic, были переименованы в Lb и Lc. После того как Общий каталог переменных звёзд стандартизовал свои аббревиатуры как буквы верхнего регистра, то стали использоваться коды LB и LC.
- LB — медленно меняющиеся неправильные переменные поздних спектральных классов К, М, углеродные звезды и звезды S типа, как правило, гиганты. К этому типу отнесены медленные красные неправильные переменные и в тех случаях, когда их спектральные классы и светимости ещё неизвестны. В ОКПЗ в качестве типичного примера приведена звезда K5-типа CO Лебедя[3][4].
- LC — неправильные переменные сверхгиганты поздних спектральных классов с амплитудой изменения яркости порядка 1.0m[5]. В ОКПЗ в качестве типичного примера приведена звезда M2-типа TZ Кассиопеи[4]

## Список медленных неправильных переменных
Это динамический список и, возможно, он никогда не сможет удовлетворять конкретным стандартам полноты информации. Вы можете помочь, расширив его с помощью авторитетных источников информации .
| Обозначение (имя)     | Созвездие   | Открыватель | Максимальная видимая звёздная величина(mV) | Минимальная видимая звёздная величина(mV) | Диапазон изменения видимой звёздной величины | Спектральный класс | Тип | Прим.  |
| --------------------- | ----------- | ----------- | ------------------------------------------ | ----------------------------------------- | -------------------------------------------- | ------------------ | --- | ------ |
| U Насоса              | Насос       |             | 8m.1 (Ф)                                   | 9m.7 (Ф)                                  | 1,6                                          | N:v                | Lb  | [ 8 ]  |
| Шеат                  | Пегас       | Шмидт, 1847 | 2m.31                                      | 2m.74                                     | 0,43                                         | M2.3 II-III        | Lb  | [ 9 ]  |
| Эниф                  | Пегас       |             | 0m.7                                       | 3m.5                                      | 2,8                                          | K2 Ib              | Lc  | [ 10 ] |
| TX Рыбы               | Рыбы        |             | 4m.79                                      | 5m.20                                     | 0,42                                         | C5 III             | Lb  | [ 11 ] |
| Антарес               | Скорпион    |             | 0m.88                                      | 1m.16                                     | 0,28                                         | M1.5 Iab-b         | Lc  | [ 12 ] |
| Альдебаран            | Телец       |             | 0m.75                                      | 0m.95                                     | 0,20                                         | K5 III             | Lb  | [ 13 ] |
| Тейат                 | Близнецы    |             | 2m.75                                      | 3m.02                                     | 0,28                                         | M3 III             | Lb  | [ 14 ] |
| BE Жирафа             | Жираф       |             | 4m.35                                      | 4m.48                                     | 0,13                                         | M2 II              | Lc  | [ 15 ] |
| Тау4 Эридана          | Эридан      |             | 3m.57                                      | 3m.72                                     | 0,15                                         | M3 III             | Lb  | [ 16 ] |
| 13 Волопаса           | Волопас     |             | 5m.29                                      | 5m.38                                     | 0,09                                         | M2 IIIab           | Lb  | [ 17 ] |
| Пси Девы              | Дева        |             | 4m.73                                      | 4m.96                                     | 0,23                                         | M3 III             | Lb  | [ 18 ] |
| V854 Жертвенника      | Жертвенник  |             | 5m.84                                      | 5m.99                                     | 0,12                                         | M1.5 III           | Lb  | [ 19 ] |
| 62 Стрельца           | Стрелец     |             | 4m.45                                      | 4m.62                                     | 0,17                                         | M4 III             | Lb  | [ 20 ] |
| CQ Жирафа             | Жираф       |             | 5m.15                                      | 5m.27                                     | 0,12                                         | M0 II              | Lc  | [ 21 ] |
| Пи Возничего          | Возничий    |             | 4m.24                                      | 4m.34                                     | 0,10                                         | M3.5 II            | Lc  | [ 22 ] |
| NO Возничего          | Возничий    |             | 6m.06                                      | 6m.44                                     | 0,58                                         | M2 Iab             | Lc  | [ 23 ] |
| Омикрон1 Большого Пса | Большой Пёс |             | 3m.78                                      | 3m.99                                     | 0,21                                         | M2.5 Iab           | Lc  | [ 24 ] |
| Сигма Большого Пса    | Большой Пёс |             | 3m.43                                      | 3m.51                                     | 0,08                                         | M1.5 Iab           | Lc  | [ 25 ] |
| NS Кормы              | Корма       |             | 4m.4                                       | 4m.5                                      | 0,1                                          | K3 Ib              | Lc  | [ 26 ] |
| Лямбда Парусов        | Паруса      |             | 2m.14                                      | 2m.30                                     | 0,16                                         | K4 Ib-IIa          | Lc  | [ 27 ] |
| V337 Киля             | Киль        |             | 3m.36                                      | 3m.44                                     | 0,08                                         | K3 II              | Lc  | [ 28 ] |
| GZ Парусов            | Паруса      |             | 3m.43                                      | 3m.81                                     | 0,38                                         | K3 II              | Lc  | [ 29 ] |
| RX Телескопа          | Телескоп    |             | 6m.6                                       | 7m.4                                      | 0,8                                          | M3 Iab             | Lc  | [ 30 ] |

## Другие примеры неправильных переменных
Существует ряд других типов переменных звёзд, не обладающих чётко определяемыми периодами и которые иногда называются неправильными переменными :
- переменные типа Гамма Кассиопеи, эруптивные оболочечные звезды;
- орионовы переменные — звёзды до главной последовательности, включая звёзды типа T Тельца.
- быстрые неправильные переменные, возможно похожие на орионовы переменные, но с более коротким периодом
- плохо определяемые неправильные переменные звёзды неизвестного типа.

Кроме того, многие типы эруптивные или катаклизмические переменные весьма непредсказуемы.